# Nyotaimori
Nyotaimori (jap. 女体盛り prezentacja ciała kobiety), często nazywane body sushi – forma jedzenia sashimi lub sushi z ciała leżącej kobiety, zazwyczaj nagiej w celu osiągnięcia satysfakcji seksualnej. Jednym ze skutków podawania jedzenia na ludzkim ciele jest to że podawane sushi lub sashimi uzyskuje temperaturę bliższą ludzkiemu ciału, co dla niektórych koneserów może być postrzegane jako mankament jedzenia w ten sposób. 
Praktykowanie nyotaimori nie jest czynnością powszechną w Japonii.
Mniej powszechne jest wykorzystanie mężczyzn do tych samych celów, niemniej wtedy owa czynność nazywa się nantaimori (jap. 男体盛り).
Kolejną wariacją nyotaimori jest bondage sushi bar. W tym modelu kobieta występuje przywiązana, w celu zmniejszenia możliwości poruszania lub jego całkowitego uniemożliwienia.